# 秦會要訂補
秦會要，又稱秦會要訂補，光緒三十年（1904年）清孫楷撰成，全書共二十六卷。
「秦會要」分為世系、禮、樂、輿服、學校、歷數、職官、民政、食貨、兵、刑法、方域、四裔等14門。原書遺誤甚多，後由徐復進行訂補，逐條修正。1951年上海君聯出版社首次出版，書名「秦會要訂補」。2000年，楊善群又對此書加以補充，訂正，復原書名為「秦會要」，由上海古籍出版社出版。